# Комсомольский (Давлекановский район)
Комсомольский (баш. Комсомол) — село в Давлекановском районе Республики Башкортостан Российской Федерации. Входит в состав Рассветовского сельсовета.

## География

### Географическое положение
Расстояние до:
- районного центра (Давлеканово): 7 км,
- центра сельсовета (Рассвет): 7 км,
- ближайшей ж/д станции (Давлеканово): 7 км.

## Население
| 2002 | 2009 | 2010 |
| ---- | ---- | ---- |
| 256  | ↗263 | ↘259 |

Согласно переписи 2002 года, преобладающая национальность — русские (50 %).